# Марин, Владимир
Владимир Марин Риос (исп. Vladimir Marín Ríos; 26 сентября 1979, Рионегро, Колумбия) — колумбийский футболист, полузащитник клуба «Спортиво Триниденсе» и сборной Колумбии.

## Клубная карьера
Марин начал свою карьеру в клубе «Депортиво Рионегро» из своего родного города. В 1999 года он дебютировал за клуб в Кубке Мустанга. Летом 2001 года Владимир перешёл в боливийский «Хорхе Вильстерманн». За новую команду он выступал на протяжении трёх с половиной сезонов и сыграл более 100 матчей. В 2005 году Марин покинул клуб и в течение двух лет выступал за бразильский «Атлетико Паранаэнсе», аргентинский «Индепендьенте» и «Атлетико Насьональ».
В 2007 году Владимир перешёл в парагвайский «Либертад». В своем первом сезоне он выиграл парагвайскую Примеру, а следующих ещё трижды повторял свой успех. Сезон 2009/2010 Марин провёл в аренде в мексиканской Толуке, в составе которой стал чемпионом Лиги MX. 31 августа в матче против «УНАМ Пумас» он дебютировал в мексиканской Примере, выйдя на замену вместо Нестора Кальдерона. В этом поединке Владимир забил свой первый гол за клуб. Летом 2010 года он подписал контракт с «Олимпией» из Асунсьона. 17 июля во встрече против «Спортиво Лукеньо» Марин дебютировал за новую команду. 20 февраля 2011 года опять в матче против «Лукеньо» он сделал хет-трик, забив свои первые мячи за «Олимпию».
Летом 2012 года Марин вернулся на родину заключив соглашение с «Депортиво Кали». 29 июля 2012 года в матче против своего бывшего клуба «Атлетико Насьональ» он дебютировал в новом клубе. В своем первом поединке Владимир забил свой дебютный гол и помог клубу одержать победу. Летом 2014 года Владимир перешёл в «Индепендьенте Медельин». 20 июля в матче против «Атлетико Насьональ» он дебютировал за новую команду. 29 сентября в поединке против своего бывшего клуба «Депортиво Кали» Риос забил свой первый гол за «Индепендьете».
Летом 2015 года он перешёл в «Агилас Перейра». 12 июля в матче против «Атлетико Насьональ» Владимир дебютировал в составе новой команды. 4 октября в поединке против «Атлетико Уила» Риос забил свой первый гол за «Агилас». В начале 2016 года Владимир перешёл в парагвайский «Спортиво Лукеньо». В матче против «Хенераль Диас» он дебютировал за новую команду. 19 февраля в поединке против «Рубио Нью» Марин забил свой первый гол за «Спортиво Лукеньо».

## Международная карьера
В 2006 году Марин дебютировал за сборную Колумбии. В 2007 году Владимир принял участие в Кубке Америки. На турнире он сыграл в поединках против сборных Парагвая и США. 11 февраля 2009 года в матче против сборной Гаити Марин забил свой первый гол за национальную команду.

### Голы за сборную Колумбии
| #   | Дата            | Место                            | Противник | Счёт | Результат | Соревнование      |
| --- | --------------- | -------------------------------- | --------- | ---- | --------- | ----------------- |
| 01. | 11 февраля 2009 | Эрнан Рамирес, Перейра, Колумбия | Гаити     | 1:0  | 2:0       | Товарищеский матч |

## Достижения
Командные
 «Либертад»
- Чемпионат Парагвая — 2007
- Чемпионат Парагвая — Апертура 2008
- Чемпионат Парагвая — Клаусура 2008
- Чемпионат Парагвая — Клаусура 2010

 «Толука»
- Чемпионат Мексики — Бисентенарио 2010